# Opponitz-Formation

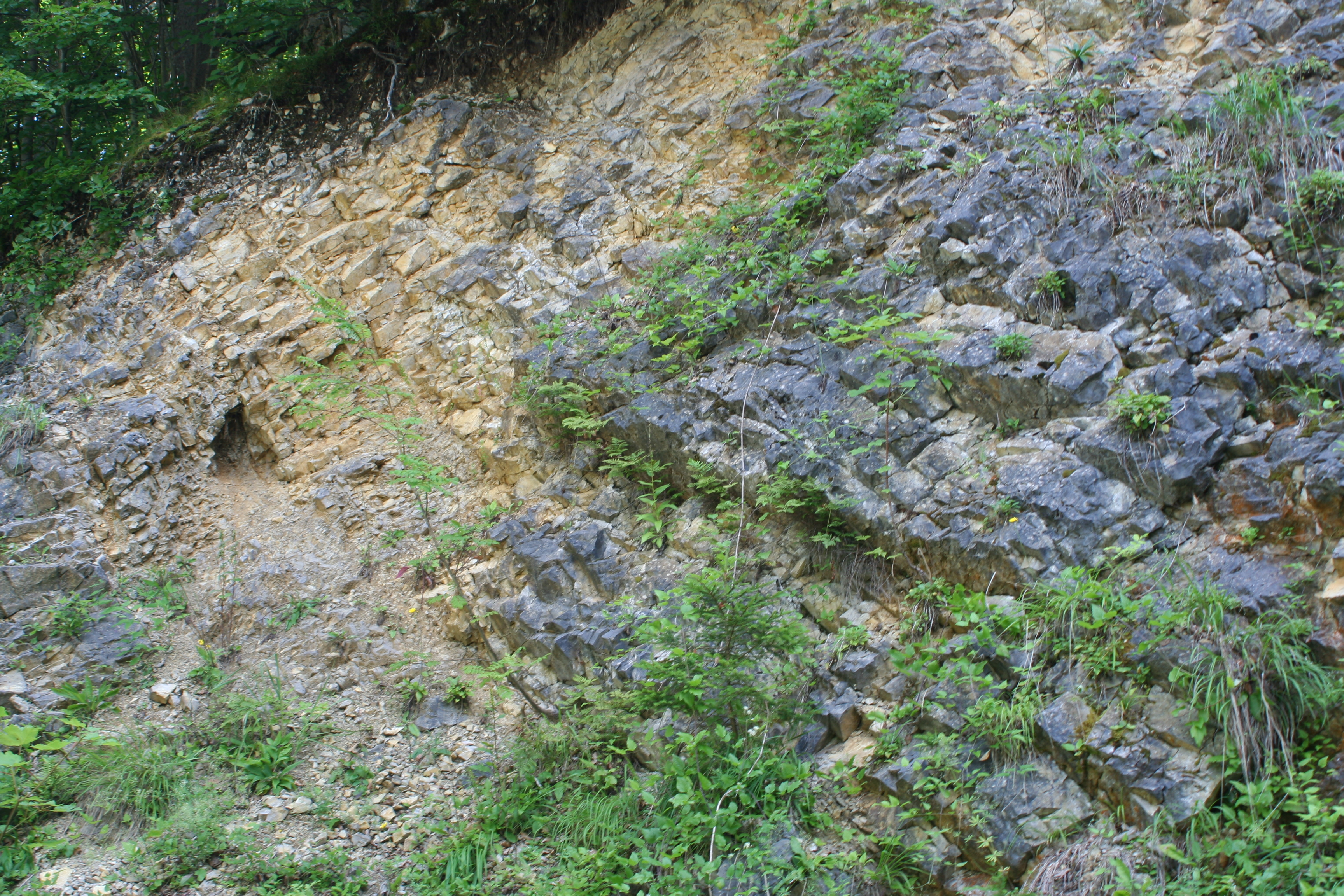
Geschichtete Gesteine der Opponitz-Formation bei Hollenstein an der Ybbs

Die Opponitz-Formation ist eine lithostratigraphische Formation der oberen Trias der Nördlichen Kalkalpen. Sie wird von der Lunz-Formation und der Reingraben-Formation unterlagert und von der Hauptdolomit-Formation überlagert. Sie wird in das späte Karn (Tuval) datiert.
Die Typlokalität der Formation ist bei Opponitz im Ybbstal, ihre erste Beschreibung stammt von Marko Vincenc Lipold.

## Beschreibung
Die Opponitz-Formation besteht hauptsächlich aus gut geschichteten Kalken und oft mächtigen, Gips- und Anhydrit führenden Rauwackenhorizonten im Liegenden und Hangenden. Außerdem finden sich örtlich Dolomite, Mergel und Schiefertone. Entstanden sind diese Gesteine aus schlammigen Sedimenten unter sehr salzigen Bedingungen. Die Kalke sind ursprünglich Mikrite, die teilweise zu Mikrosparit und Sparit rekristallisiert sind. Die Opponitz-Formation kommt im östlichen Teil der Nördlichen Kalkalpen vor, im Lunzer Faziesbereich. Sie ist bis zu 300 Meter mächtig.

## Fossilführung
Die Gesteine der Opponitz-Formation sind relativ arm an Fossilien, denn die stark salzhaltigen Schlämme dürften lebensfeindlich gewesen sein. An einigen Stellen konnten Muschelbänke mit Bivalven gefunden werden. Weiters finden sich Muschelkrebse (Ostrakoden), Schnecken (Gastropoden), Foraminiferen und Crinoiden, lokal kommen Seeigelstacheln vor.

## Geomorphologie

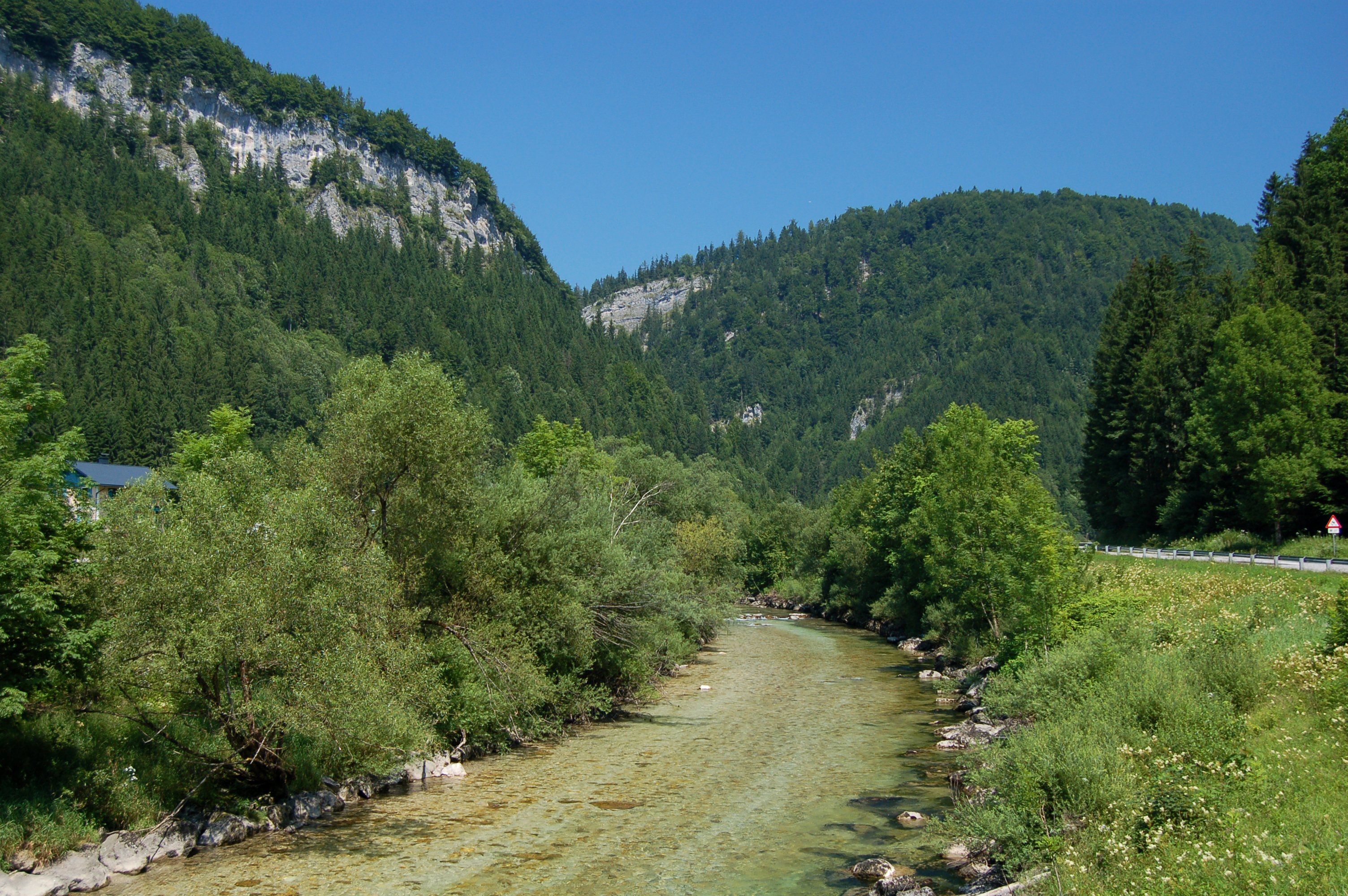
Wandbildende Kalke der Opponitz-Formation im Ybbstal zwischen Göstling an der Ybbs und Lunz am See

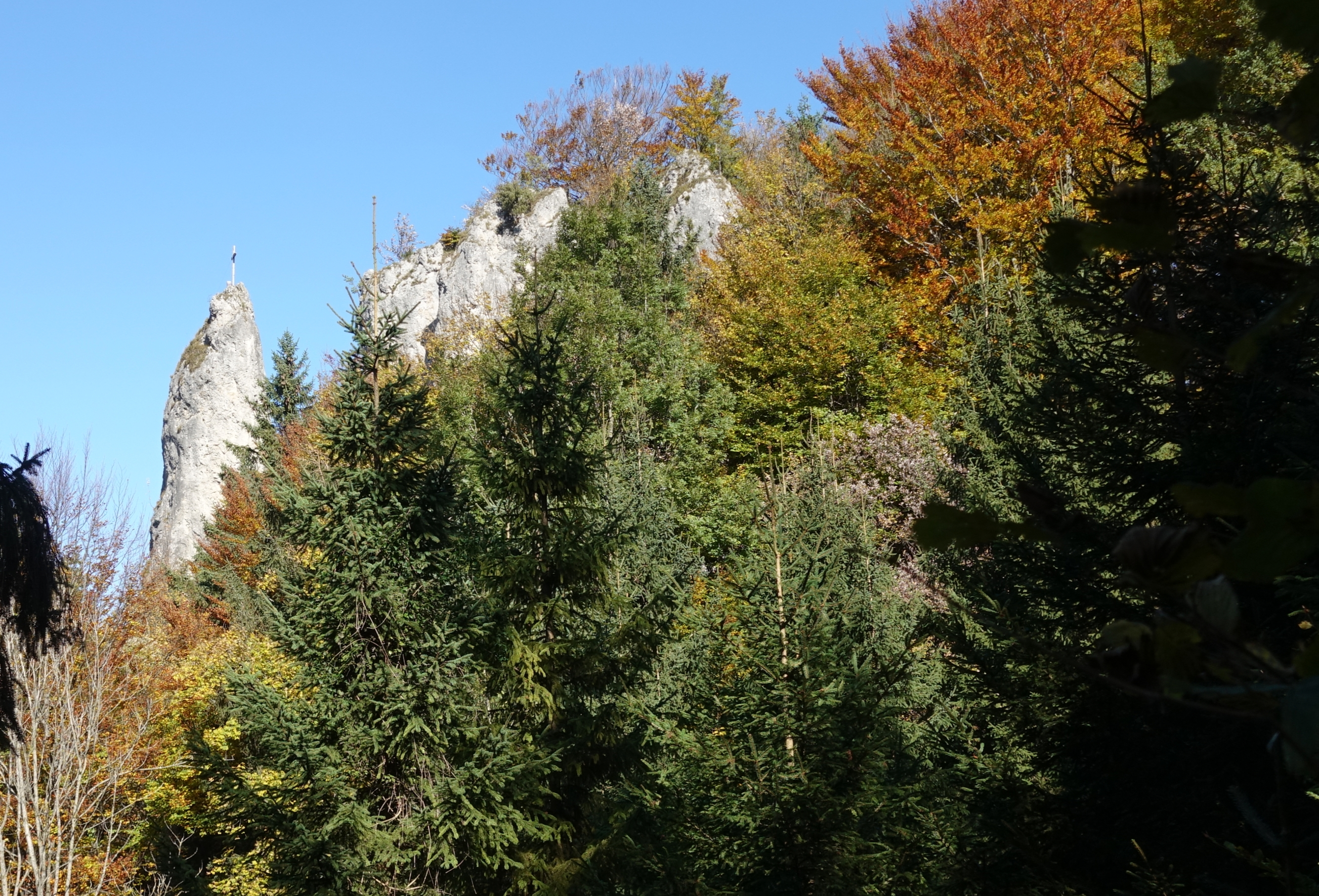
Felsnadeln: Der Sauzahn bei Laussa im Ennstal

Im Landschaftsbild ist der Übergang von den Lunzer Schichten zu den Opponitzer Schichten an vielen Orten mit einer starken Veränderung verbunden. Während sich auf den leicht erodierbaren Lunzer Schichten sanfte Wiesenflächen befinden, fallen die Opponitzer Schichten durch steileres Gelände und Felswände auf.

## Speichergestein
Die Gesteine der Opponitz-Formation stellen zusammen mit dem Hauptdolomit im Untergrund des Wiener Beckens Speichergesteine für Erdgas dar. Die Opponitzer Rauwacken sind gute Trinkwasserspeicher, so beziehen Weyer und Waidhofen an der Ybbs ihr Trinkwasser zum größten Teil aus Speichern der Opponitzer Rauwacken.